# Exalphus
Exalphus – rodzaj chrząszczy z rodziny kózkowatych. 

## Zasięg występowania
Przedstawiciele tego rodzaju występują w Ameryce Południowej i Środkowej od Gwatemali na płn. po Argentynę na płd.

## Systematyka
Do Exalphus zaliczanych jest 18 gatunków:
- Exalphus aurivillii
- Exalphus biannulatus
- Exalphus cavifrons
- Exalphus cicatricornis
- Exalphus colasi
- Exalphus confusus
- Exalphus docquini
- Exalphus foveatus
- Exalphus gounellei
- Exalphus guaraniticus
- Exalphus leuconotus
- Exalphus lichenophorus
- Exalphus malleri
- Exalphus simplex
- Exalphus solangae
- Exalphus spilonotus
- Exalphus vicinus
- Exalphus zellibori.